# Bergün/Bravuogn
Bergün/Bravuogn (em alemão: Bergun; em romanche: Bravuogn) é uma comuna da Suíça, no Cantão Grisões, com cerca de 507 habitantes em 2015. Estende-se por uma área de 145,76 km², de densidade populacional de 4 hab/km². Confina com as seguintes comunas: Bever, Davos, Filisur, La Punt-Chamues-ch, Samedan, S-chanf, Tinizong-Rona, Wiesen, Zuoz. 
A língua oficial nesta comuna é o Alemão.